# Yusuf Lule
Yusuf Kironde Lule (* 1912; † 21. Januar 1985 in London) war ein ugandischer Politiker.
Lule war Professor und Direktor der Makerere-Universität. 1978 war er in Moshi (Tansania) Mitbegründer der Uganda National Liberation Front (UNLF), die sich aktiv am Einmarsch tansanischer Truppen in Uganda und dem Sturz Idi Amins beteiligte.
Am 13. April 1979 wurde daraufhin das National Consultative Council (NCC) als Parlament eingesetzt und Lule von der UNLF zum Präsidenten ernannt, da er als Akademiker unter den ansonsten in der Mehrzahl militärisch ausgebildeten Führungspersonen des NCC am ehesten als Kompromiss akzeptiert wurde. Er wurde aber schon am 20. Juni 1979 auch unter Einflussnahme des tansanischen Präsidenten Julius Nyerere durch Godfrey Binaisa ersetzt.
Im Februar 1981 wurde im Süden Ugandas unter Lules Führung das National Resistance Movement (NRM) gegründet.
Eine Tochter von ihm ist Liliane Waldner. Sie lebt in Zürich.